# Nunta lui Figaro

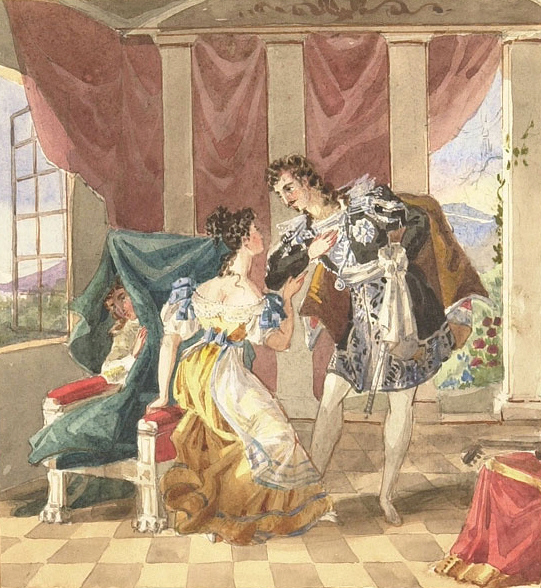
Scenă din „Nunta lui Figaro”, actul I, scena 19
Le nozze di Figaro

Nunta lui Figaro (conform titlului original în  italiană  Le nozze di Figaro sau Le nozze di Figaro o sia la folle giornata - „Nunta lui Figaro sau o zi nebună”), înregistrată sub numărul K 492 în Catalogul Köchel. Este o operă în 4 acte, a cărei muzică a fost compusă de Wolfgang Amadeus Mozart pe un libret scris în limba italiană de Lorenzo da Ponte, care a fost inspirat și bazat pe comedia lui Pierre Caron de Beaumarchais - La folle journée ou Le mariage de Figaro (1784).
Nunta Lui Figaro este împărțită în două părți și patru acte. Partea nr. 1: Actul I, Actul II; Partea nr. 2: Actul III, Actul IV.
Premiera absolută a operei a avut loc la 1 mai 1786, la "Burgtheater" din Viena.

## Personajele operei
- Contele de Almaviva (bariton)
- Rosina, Contesa de Almaviva (soprană)
- Figaro, valetul contelui (bas)
- Susanna, cameristă, logodnica lui Figaro (soprană)
- Cherubino, paj (sopran)
- Doctorul Bartolo (bas)
- Marcellina, menajera doctorului Bartolo (mezzo-soprană)
- Don Bazilio, profesor de muzică (tenor)
- Don Curzio, judecător (tenor)
- Antonio, grădinar în serviciul contelui (bas)
- Barbarina, fiica sa (soprană)
- țărani, țărance, fete din popor, servitori[2]

| Rol                                            | tip de voce           | Premiera pe 1 mai 1786 Dirijor: W.A. Mozart |
| ---------------------------------------------- | --------------------- | ------------------------------------------- |
| Contele Almaviva                               | bas                   | Stefano Mandini                             |
| Contesa Rosina Almaviva                        | soprană               | Luisa Laschi                                |
| Susanna, servitoarea contesei                  | soprană               | Nancy Storace                               |
| Figaro, valetul personal al contelui           | bas                   | Francesco Benucci                           |
| Cherubino, pajul contelui                      | soprană (în travesti) | Dorotea Bussani                             |
| Marcellina, servitoarea doctorului Bartolo     | soprană               | Maria Mandini                               |
| Bartolo, medicul Seviliei                      | bas                   | Francesco Bussani                           |
| Basilio, profesorul de muzică al Susannei      | tenor                 | Michael Kelly                               |
| Don Curzio, judecătorul                        | tenor                 | Michael Kelly                               |
| Barbarina, fiica lui Antonio                   | soprană               | Anna Gottlieb                               |
| Antonio, grădinarul contelui, unchiul Susannei | bas                   | Francesco Bussani                           |
| cor format din țărani, săteni și servitori     |                       |                                             |

## Acțiunea operei
Nunta lui Figaro este o operă plină de contraste, cu arii melodioase, care la rândul lor evoluează dintr-un cântec linistit, într-o explozie sonoră fulminantă.

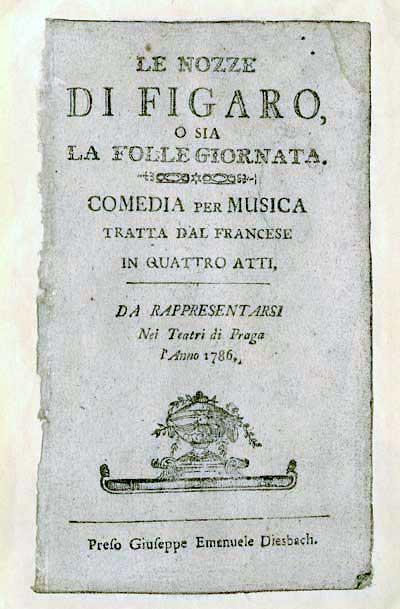
Afișul operei, 1786

Contele Almaviva, căsătorit cu Rosina, dar plictisit de ea, încearcă să o cucerească pe subreta Susanna, logodnica lui Figaro. Contele încearcă să împiedice nunta celor doi, ajutat de Marcellina, menajera doctorului Bartolo. Marcellina încearcă să-l forțeze pe Figaro să o ia de nevastă, în contul unei datorii pe care acesta nu a putut să i-o restituie. Figaro, la rândul său, încearcă să împiedice acest plan și să o ia de soție pe Susanna. Planul Marcellinei se destramă când Figaro află întâmplător că Marcellina este de fapt mama sa, de mult pierdută. După multe trucuri și aventuri, Figaro și Susanna redobândesc încrederea și dragostea, iar Contele Almaviva este nevoit să o roage pe Rosina să-l ierte.

### Actul I
Într-o cameră din palatul contelui Almaviva din Sevilla, Figaro măsoară odaia pentru a așeza mobila. Logodnica lui, Susanna, își pregătește ținuta de nuntă. Curând, Susanna află de la Figaro că acea cameră îi este destinată ei după căsătorie. Susanna îi spune că domnul conte îi face avansuri și în fiecare dimineață îi trimite scrisori de amor. Aflând acestea, Figaro se înfurie și dorește să îi dejoace planurile contelui. După aria "Se vuol ballare", "signor Contino", intră doctorul Bartolo în scenă, tutorele contesei Rosina. Împreună cu Bartolo intră și o bătrână menajeră - Marcellina. Aceasta inventează un act în care îi cere lui Figaro o sumă de bani pe care Figaro nu i-o poate da. Iar dacă Figaro nu plătește la timp suma de bani, el trebuie să se căsătorească cu Marcellina. Susanna, auzind așa ceva își bate joc de pretențiile menajerei. Dar, Bartolo vrând să se răzbune pe Figaro, deoarece l-a ajutat pe conte să o ia de soție pe Rosina, și nu  l-a lăsat pe el, (Bartolo) să se căsătorească cu ea, (în Bărbierul din Sevilla), o ajută pe Marcellina. Intră apoi pajul Cherubino care, din cauza dragostei sale față de femei în special de contesa Rosina, îl enervează pe conte. Cherubino spune că a venit ca să își ceară scuze Barbarinei, deoarece a intrat în camera ei și o roagă pe Susanna să îl ajute. Apoi, îi face cameristei Susanna o declarație de dragoste. Auzindu-l pe conte, Susanna îl ascunde pe Cherubino pe un fotoliu acoperit de cearceaf (scena 19). Contele îi face declarații de dragoste. Sosirea profesorului de muzică al Susannei, Don Basilio, o face pe aceasta să-l ascundă pe conte după fotoliu. Basilio intenționează să-i spună că Cherubino ar fi îndrăgostit de Rosina. Auzind acest lucru, contele iese din ascunzătoare și îl descoperă pe Cherubino, luând cearceaful de pe fotoliu. Almaviva hotărăște să il pedepsească pe pajul necredincios, trimițăndu-l într-unul din regimentele sale. Glumeț, Figaro îi povestește lui Cherubino în aria "Non piu andrai" cum e să fii militar. Apoi, contele amână nunta lui Figaro și a Susannei.

### Actul II
În camera ei, Rosina este sigură că,contele nu o mai iubește. Susanna, Figaro și Rosina plănuiesc să-i facă contelui o farsă: Susanna îi va scrie contelui o scrisoare în care îl invită pe acesta la o întâlnire în grădină, însă va merge doar Cherubino, abia venit din armată, îmbrăcat în hainele cameristei Susanna. Pajul vine și îi cântă contesei o serenadă, acompaniat de Susanna cântând la chitara contelui. Dar, se auzi vocea lui Almaviva! Susanna și Rosina sunt cuprinse de panică, neștiind ce să facă. Susanna plecă, iar contesa îl ascunse pe Cherubino într-o altă cameră. Contesa, refuzând să deschidă dulapul, îl pune pe gânduri pe conte. Împreună cu soția lui, contele se duce să își ia uneltele pentru a sparge ușa. În acest timp, Susanna îi deschide ușa lui Cherubino și îi spune să sară pe geam. Susanna se duce în camera în care a fost ascuns pajul. Contele, venind cu un topor, rămăsese surprins să vadă că în cameră era Susanna.
Lucrurile iau din nou o întorsătură rea, deoarece a venit grădinarul Antonio, plângându-se contelui că un adolescent (Cherubino) i-a distrus florile. Figaro spune că el este vinovatul, dar contele nu credea. Marcellina, Bartolo și Basilio amână iar nunta celor doi

### Actul III
Susanna îi scrie contelui un bilet în care îl invită la o întâlnire în grădina palatului, seara. Contesa este nevoită să se ducă ea, dar îmbrăcată în hainele Susannei. Mai târziu, Marcellina și Bartolo află că Figaro era de fapt fiul lor, iar contele este obligat să îl lase pe valetul său să se căsătorească cu Susanna. În timpul căsătoriei, Susanna îi dă biletul.

### Actul IV
În grădina palatului, Barbarina caută acul cu care a fost sigilat biletul cameristei. Contele i-a cerut Barbarinei acul pentru a i-l da Susannei în semn că ar fi primit biletul. Figaro o vede pe Barbarina și curând află povestea cu acul. Apoi, valetul Figaro se crede înșelat. În întuneric se văd două femei: Rosina și Susanna. Dar una are rochia celeilalte. Susanna îi spune lui Figaro cât de mult îl iubește. Apoi, începe aventura - Cherubino crede că Susanna e contesa și contele crede că contesa este Susanna și amândoi fac declarații de dragoste pretinselor iubite. Dar Figaro știe care este soția lui datorită glasului ei. Susanna și Figaro se amuză văzând că domnul conte a fost păcălit. Almaviva îi cere scuze contesei pentru infidelitatea sa, iar Figaro și Susanna își redobândesc dragostea și fericirea de altă dată.

## Arii celebre din Nunta lui Figaro

### Primul act
- N. 1 Duet - Cinque... dieci... venti... (Susanna, Figaro)
- N. 2 Duet - Se a caso madama la notte ti chiama (Susanna, Figaro)
- N. 3 Cavatina - Se vuol ballare, signor Contino (Figaro)
- N. 4 Arie - La vendetta, oh la vendetta! (Bartolo)
- N. 5 Duet - Via resti servita, madama brillante (Susanna, Marcellina)
- N. 6 Arie - Non so più, cosa son, cosa faccio (Cherubino)
- N. 7 Terțet - Cosa sento! tosto andate (Susanna, Basilio, contele)
- N. 8 Cor -  Giovani liete, fiori spargete (Soprană, Alto, Tenor, Bas) - sătenii
- N. 9 Arie -  Non più andrai, farfallone amoroso (Figaro)

### Actul al doilea
- N. 10 Cavatina - Porgi amor qualche ristoro (contesa)
- N. 11 Arie - Voi che sapete che cosa è amor (Cherubino)
- N. 12 Arie - Venite inginocchiatevi (Susanna)
- N. 13 Terțet - Susanna or via sortite (Contesa, Susanna, contele)
- N. 14 Duet - Aprite presto aprite (Susanna, Cherubino)
- N. 15 Final - Esci omai garzon malnato (Susanna, contesa, Marcellina, Basilio, contele, Antonio, Bartolo, Figaro)

### Actul al treilea
- N. 16 Duet - Crudel! perché finora (Susanna, contele)
- N. 17 Arie recitativă - Hai già vinta la causa - Vedrò mentr'io sospiro (contele)
- N. 18 Sextet - Riconosci in questo amplesso (Susanna, Marcellina, Don Curzio, contele, Bartolo, Figaro)
- N. 19 Arie recitativă - E Susanna non vien - Dove sono i bei momenti (contesa)
- N. 20 Duet - Canzonetta sull'aria (Susanna, contesa)
- N. 21 Cor - Ricevete, o padroncina (Sopranele I, II)
- N. 22 Finalul - Ecco la marcia, andiamo (Susanna, contesa, contele, Figaro; Cor)

### Actul al patrulea
- N. 23 Cavatina - L'ho perduta... me meschina (Barbarina)
- N. 24 Aria - Il capro e la capretta (Marcellina)
- N. 25 Aria - In quegl'anni in cui val poco (Basilio)
- N. 26 Arie recitativă - Tutto è disposto - Aprite un po' quegl'occhi (Figaro)
- N. 27 Arie recitativă - Giunse alfin il momento - Deh vieni, non tardar (Susanna)
- N. 28 Finalul - Pian pianin le andrò più presso (Susanna, contesa, Barbarina, Cherubino, Marcellina, Basilio, contele, Antonio, Figaro)

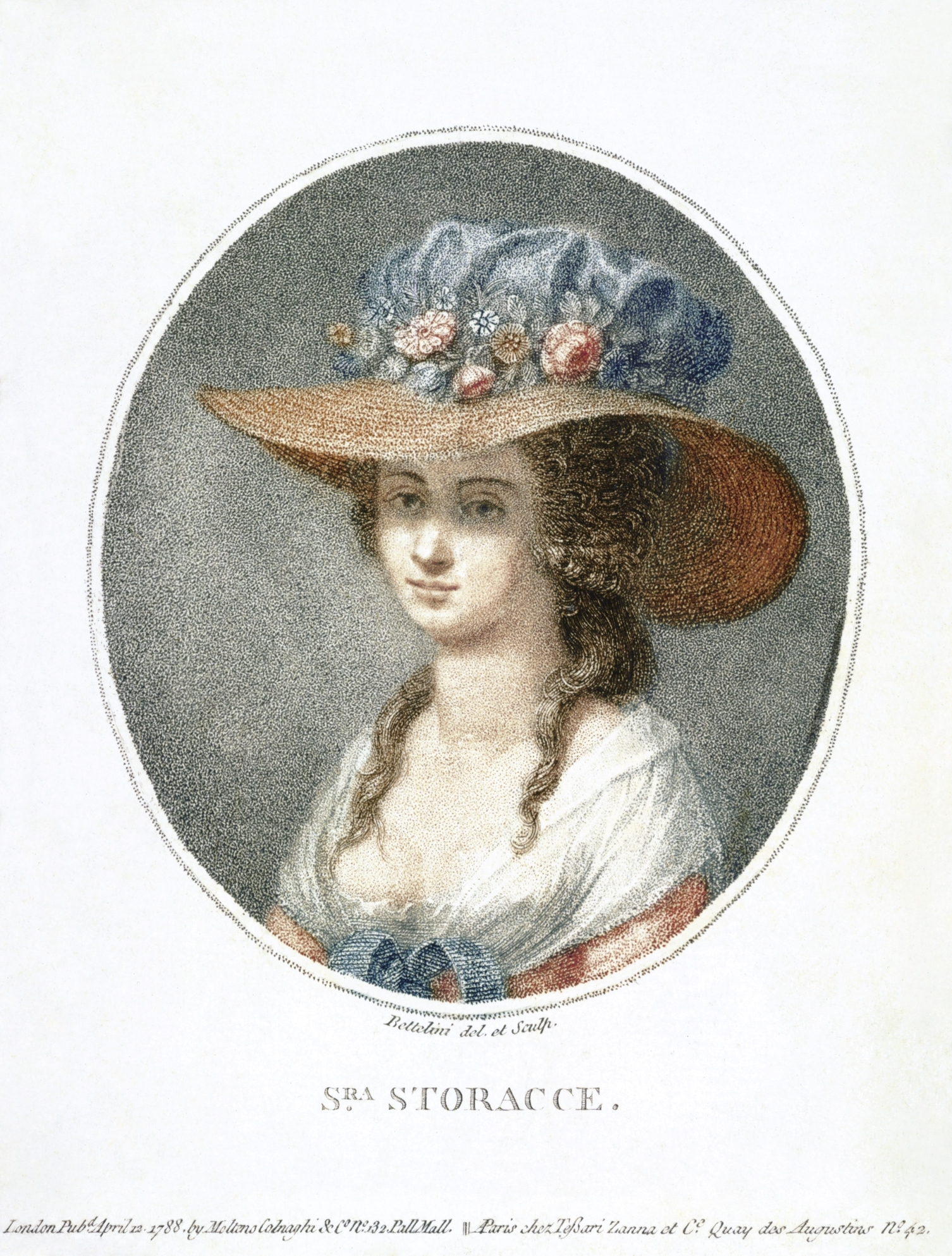
Portretul lui Nancy Storace - 1788, de Pietro Bettelini

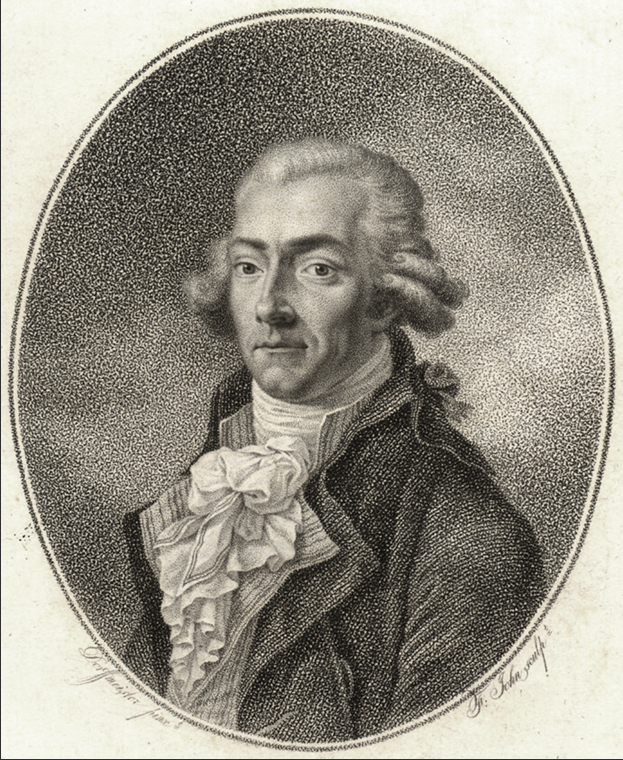
Portretul lui Francesco Benucci - 1800

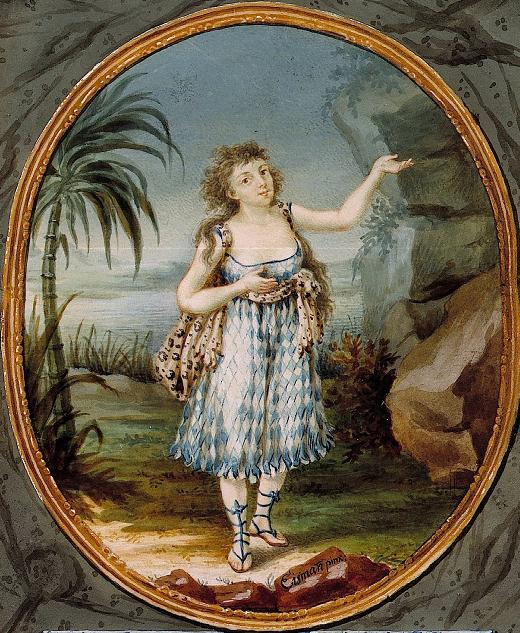
Anna Gottlieb

## Partituri

### Manuscrisele lui Mozart - 1786
Arhivat în 5 martie 2016, la Wayback Machine.

 Arhivat în 27 noiembrie 2021, la Wayback Machine.

### Partituri în format PDF
Arhivat în 24 august 2015, la Wayback Machine.
 Arhivat în 26 aprilie 2021, la Wayback Machine.

 Arhivat în 5 martie 2016, la Wayback Machine.
 Arhivat în 18 iulie 2013, la Wayback Machine.

 Arhivat în 18 iulie 2013, la Wayback Machine.
 Arhivat în 27 noiembrie 2021, la Wayback Machine.